# Iloczyn diadyczny
Iloczyn diadyczny – to iloczyn wektora (kolumnowego) {\displaystyle \mathbf {u} } z wektorem (wierszowym) {\displaystyle \mathbf {v} ^{T}} tego samego wymiaru, dający tensor 2-go rzędu, np.
{\displaystyle \mathbf {u} \otimes \mathbf {v} ^{T}={\begin{bmatrix}u_{1}\\u_{2}\\u_{3}\end{bmatrix}}\cdot {\begin{bmatrix}v_{1}&v_{2}&v_{3}\end{bmatrix}}={\begin{bmatrix}u_{1}v_{1}&u_{1}v_{2}&u_{1}v_{3}\\u_{2}v_{1}&u_{2}v_{2}&u_{2}v_{3}\\u_{3}v_{1}&u_{3}v_{2}&u_{3}v_{3}\end{bmatrix}}}
Iloczyn diadyczny jest szczególnym przypadkiem iloczynu tensorowego wektorów (gdzie wymiary wektorów nie muszą być równe, a wektory mogą być dowolnego typu, np. 2 wektory kolumnowe lub 2 wierszowe) lub ogólniej – iloczynu tensorowego macierzy.

## Definicja ogólna
Jeżeli dane są:
(1) baza wektorów kolumnowych przestrzeni wektorowej {\displaystyle \{\mathbf {e} _{i},i=1,\dots ,n\}}
(2) odpowiadająca jej baza {\displaystyle \{\mathbf {e} _{i}^{T},i=1,\dots ,n\}} wektorów wierszowych
(3) wektory {\displaystyle \mathbf {u} ,\mathbf {v} } zapisane w tych bazach
{\displaystyle \mathbf {u} =\sum _{i}^{n}u_{i}\mathbf {e} _{i},\quad {}} {\displaystyle \mathbf {v} ^{T}=\sum _{j}^{n}v_{j}\mathbf {e} _{i}^{T},}
to iloczyn diadyczny {\displaystyle \mathbf {u} \otimes \mathbf {v} } ma postać
{\displaystyle \mathbf {u} \otimes \mathbf {v} ^{T}=\sum _{i,j=1}^{n}u_{i}v_{j}\,\mathbf {e} _{i}\otimes \mathbf {e} _{j}^{T},}
gdzie {\displaystyle \mathbf {E_{ij}} =\mathbf {e} _{i}\otimes \mathbf {e} _{j}^{T}} – macierz wymiaru {\displaystyle n\times n,} której element {\displaystyle E_{ij}=1,} a pozostałe elementy są równe zeru. Macierze te stanowią bazę tensora, tzn. dowolny tensor rzędu 2-go można wyrazić jako kombinację liniową tych macierzy bazowych.
Np. dla przestrzeni wektorowej 3-wymiarowej mamy 9 macierzy {\displaystyle \mathbf {E_{ij}} ,i,j=1,2,3,} np.
{\displaystyle \mathbf {E_{12}} ={\begin{bmatrix}0&1&0\\0&0&0\\0&0&0\end{bmatrix}}}

## Twierdzenie o śladzie iloczynu diadycznego
Dowodzi się, że w ogólności słuszne jest twierdzenie
Tw. Ślad iloczynu diadycznego wektorów jest równy ich iloczynowi skalarnemu
{\displaystyle \operatorname {tr} (\mathbf {u} \otimes \mathbf {v} ^{T})=\mathbf {v} ^{T}\cdot \mathbf {u} .}
Przykład: Niech będą dane wektory
{\displaystyle \mathbf {u} ^{T}=[1,2,3],} {\displaystyle \mathbf {v} ^{T}=[0,3,1].}
Ich iloczyn diadyczny wynosi
{\displaystyle \mathbf {u} \otimes \mathbf {v} ^{T}={\begin{bmatrix}1\\2\\3\end{bmatrix}}\otimes {\begin{bmatrix}0&3&1\end{bmatrix}}={\begin{bmatrix}0&3&1\\0&6&2\\0&9&3\end{bmatrix}}}
oraz ślad macierzy wynosi
{\displaystyle \operatorname {tr} (\mathbf {u} \otimes \mathbf {v} ^{T})=9}
– i jest on równy iloczynowi skalarnemu wektorów {\displaystyle \mathbf {u} ,\mathbf {v} ,} gdyż
{\displaystyle \mathbf {v} ^{T}\cdot \mathbf {u} ={\begin{bmatrix}0&3&1\end{bmatrix}}\cdot {\begin{bmatrix}1\\2\\3\end{bmatrix}}=9}

## Nieprzemienność iloczynu diadycznego
Przykład: Niech będą dane wektory
{\displaystyle \mathbf {u} ^{T}=[1,2,3],} {\displaystyle \mathbf {v} ^{T}=[0,3,1].}
Ich iloczyn diadyczny {\displaystyle \mathbf {v} \otimes \mathbf {u} ^{T}} wynosi
{\displaystyle \mathbf {v} \otimes \mathbf {u} ^{T}={\begin{bmatrix}0\\3\\1\end{bmatrix}}\otimes {\begin{bmatrix}1&2&3\end{bmatrix}}={\begin{bmatrix}0&0&0\\3&6&9\\1&2&3\end{bmatrix}}}
Porównując powyższy wynik z iloczynem diadycznym z wcześniejszego rozdziału, widać, że iloczyn diadyczny nie jest przemienny
{\displaystyle \mathbf {v} \otimes \mathbf {u} ^{T}\neq \mathbf {u} \otimes \mathbf {v} ^{T}.}
Tylko w szczególnych przypadkach może zachodzić przemienność iloczynu diadycznego.